# Damnation and a Day
Damnation and A Day (полное название альбома: Damnation and A Day — From Genesis to Nemesis, с англ. «Проклятие и один день — от Бытия к Возмездию») — пятый студийный альбом английской металл-группы Cradle of Filth, вышедший в 2003 году.

## Об альбоме
Damnation and A Day — From Genesis to Nemesis в основном основан на эпической поэме Джона Милтона «Потерянный рай» (вне этой темы — трибьют Nile «Doberman Pharaoh» и вдохновлённая Алистером Кроули композиция «Babalon A.D. (So Glad for the Madness)»).
Повествование на некоторых треках ведёт David McEwen (играл Kemper’а в фильме «Колыбель кошмаров» и снялся в клипе на «Her Ghost in the Fog» из альбома Midian, открывая рот под голос Дуга Брэдли.
В записи альбома участвовали Budapest Film Orchestra и Budapest Film Choir.
Треки 1-4: Fantasia Down
Треки 5-8: Paradise Lost
Треки 9-12: Sewer Side up
Треки 13-17: The Scented Garden.

## Список композиций
1. A Bruise upon the Silent Moon — 02:03
2. The Promise of Fever — 05:57
3. Hurt and Virtue — 05:24
4. An Enemy Led the Tempest — 06:12
5. Damned in Any Language (A Plague on Words) — 01:58
6. Better to Reign in Hell[1] — 06:11
7. Serpent Tongue — 05:10
8. Carrion — 04:43
9. The Mordant Liquor of Tears — 02:35
10. Presents From the Poison-Hearted — 06:20
11. Doberman Pharaoh — 06:03
12. Babalon A.D. (So Glad for the Madness) — 05:38
13. A Scarlet Witch Lit the Season — 01:34
14. Mannequin — 04:27
15. Thank God for the Suffering — 06:14
16. The Smoke of Her Burning — 05:00
17. End of Daze — 01:24

## Участники записи
- Дэни Филт – вокал
- Пол Аллендер – гитара
- Дэйв Пайбус[англ.] – бас
- Мартин Пауэлл – клавиши
- Адриан Эрландссон – ударные